# Bob e Mike Bryan
Bob e Mike Bryan são a dupla mais vitoriosa da história do tênis. A dupla é formada pelos irmãos gêmeos norte-americanos Bob Bryan (canhoto) e Mike Bryan (destro).
Tornaram-se profissionais em 1998 e se aposentaram em agosto de 2020, tendo jogado (e vencido) sua partida final como dupla em março do mesmo ano.

## Carreira
| “ | "Percebemos que jogar duplas era uma oportunidade de darmos um passo adiante e nos daria a chance de jogar a Copa Davis. Esse era o nosso sonho e, olhando para atrás, acho que foi uma decisão acertada." | ” |

Em 1984, então com 6 anos, eles disputaram - e venceram - um torneio de duplas na Califórnia.
Entre 1996 e 1998, conquistaram o número 1 no ranking de duplas universitário estadunidense.
O primeiro título profissional veio em 2001, em Memphis, nos EUA.
Em 2009, foram eleitos, pela ATP, a melhor dupla da década do tenis.
Em 2010, tornaram a dupla com mais conquistas, ao conquistarem o título do ATP de Los Angeles, o 62o da carreira.
Em 2012, ao vencerem o US Open tornaram-se a dupla mais vitoriosa da história dos Grand Slams, com o 12o t´titulo de Grand Slam.
No dia 11 de abril de 2013, alcançaram a vitória de número 800 da parceria.

### Copa Davis
Em 2007, ajudaram a equipe estadunidense a conquistar o Título da Copa Davis.
Até 2013, eles tinham um "cartel" de 20 vitórias e apenas 4 derrotas. Suas 4 derrotas foram:
- 2005 - : Ivan Ljubičić e Mario Ančić[6]
- 2008 - : Arnaud Clément e Michaël Llodra[7]
- 2013 -  Marcelo Melo e Bruno Soares[8]
- 2013 -  Nenad Zimonjić e Ilija Bozoljac[9]

Os 2 também já fizeram partidas de simples. Bob tem no cartel 4v–2d e Mike 0v–1d).

### Jogos Olímpicos

#### Atenas 2004
| Primeira Rodada   | Bob Bryan Mike Bryan | Marat Safin Michail Joezjny     | vitória | 6-1, 6-2 |
| Segunda Rodada    | Bob Bryan Mike Bryan | Max Mirnyi Vladimir Voltsjkov   | vitória | 6-3, 6-3 |
| Quartas-de-finais | Bob Bryan Mike Bryan | Fernando González Nicolás Massú | derrota | 5-7, 4-6 |

#### Pequim-2008
| Primeira Rodada   | Bob Bryan Mike Bryan | Mark Knowles Devon Mullings      | vitória | 6-2, 6-1      |
| Segunda rodada    | Bob Bryan Mike Bryan | Julian Knowle Jürgen Melzer      | vitória | 7-6(2), 6-4   |
| Quartas-de-finais | Bob Bryan Mike Bryan | Chris Guccione Lleyton Hewitt    | vitória | 6-4, 6-3      |
| Semi-finais       | Bob Bryan Mike Bryan | Roger Federer Stanislas Wawrinka | derrota | 6-7(6), 4-6   |
|                   | Bob Bryan Mike Bryan | Arnaud Clément Michaël Llodra    | vitória | 3-6, 6-3, 6-4 |

#### Londres 2012
| Primeira Rodada   | Bob Bryan Mike Bryan | Thomaz Bellucci André Sá          | vitória | 7-6(5), 6-7(5), 6-3 |
| Segunda Rodada    | Bob Bryan Mike Bryan | Nikolaj Davydenko Michail Joezjny | vitória | 7-6(6), 7-6(1)      |
| Quartas-de-finais | Bob Bryan Mike Bryan | Jonathan Erlich Andy Ram          | vitória | 7-6(4), 7-6(10)     |
| Semi-finais       | Bob Bryan Mike Bryan | Julien Benneteau Richard Gasquet  | vitória | 6-4, 6-4            |
|                   | Bob Bryan Mike Bryan | Michaël Llodra Jo-Wilfried Tsonga | vitória | 6-4, 7-6(2)         |

### Conquistas e Honrarias
- Venceram por 9 vezes o ATP World Tour Awards como a melhor dupla do ano - 2003, 2004, 2005, 2006, 2007, 2009, 2010, 2011,2012
- Venceram por 7 vezes o ATP World Tour Awards - Dupla Favorita dos Fãs - 2006, 2007, 2008, 2009, 2010, 2011, 2012
- 89 títulos (recorde entre duplas)
- Medalha de Bronze Olímpica - Pequim 2008
- Medalha de Ouro Olímpica - Londres 2012
- 2a dupla na história a alcançar o "Calendar Grand Slam" (vencer os 4 Grand Slams numa mesma temporada)
- A primeira dupla da história a alcançar o Golden Slam (vencer os 4 Grand Slams e a Olimpíada)
- A primeira dupla da história a alcançar o Calendar Golden Slam (vencer os 4 Grand Slams e a Olimpíada, de forma consecutiva)[10]

#### Títulos de Grand Slam
- US Open em 2005, 2008, 2010 e 2012,
- Roland Garros em 2003, 2013,
- Australian Open em 2006, 2007, 2009, 2010, 2011 e 2013
- Wimbledon em 2006, 2011 e 2013

#### Finais: 136 (90v–46d)
| Legend                              |
| ----------------------------------- |
| Grand Slam (14–10)                  |
| Jogos Olímpicos (1–0)               |
| ATP World Tour (3–1)                |
| ATP World Tour Masters 1000 (24–17) |
| ATP World Tour 500 Series (12–7)    |
| ATP World Tour 250 Series (36–11)   |

| Títulos por Superfície |
| ---------------------- |
| Duro (54–27)           |
| Saibro (21–14)         |
| Grama (10–5)           |
| Carpete (4–0)          |

| Resultado     | No. | Data                | Torneio                                   | Superfície | Oponentes                                                | Placar                            |
| ------------- | --- | ------------------- | ----------------------------------------- | ---------- | -------------------------------------------------------- | --------------------------------- |
| Vice-campeões | 1.  | April 16, 1999      | Orlando, US                               | Saibro     | Jim Courier Todd Woodbridge                              | 7–6(7–4), 6–4                     |
| Campeões      | 1.  | February 26, 2001   | Memphis, US (1)                           | Duro (i)   | Alex O'Brien Jonathan Stark                              | 6–3, 7–6(7–3)                     |
| Campeões      | 2.  | June 18, 2001       | Queen's Club, UK (1)                      | Grama      | Eric Taino David Wheaton                                 | 6–3, 3–6, 6–1                     |
| Campeões      | 3.  | July 16, 2001       | Newport, US (1)                           | Grama      | André Sá Glenn Weiner                                    | 6–3, 7–5                          |
| Campeões      | 4.  | July 30, 2001       | Los Angeles, US (1)                       | Duro       | Jan-Michael Gambill Andy Roddick                         | 7–5, 7–6(8–6)                     |
| Vice-campeões | 2.  | August 20, 2001     | Washington, US                            | Duro       | Martin Damm David Prinosil                               | 7–6(7–5), 6–1                     |
| Vice-campeões | 3.  | January 7, 2002     | Adelaide, Australia                       | Duro       | Wayne Black Kevin Ullyett                                | 7–5, 6–2                          |
| Vice-campeões | 4.  | February 25, 2002   | Memphis, US                               | Duro (i)   | Brian MacPhie Predefinição:FR Yugoslaviab Nenad Zimonjić | 6–3, 3–6, [10–4]                  |
| Campeões      | 5.  | March 4, 2002       | Acapulco, Mexico (1)                      | Saibro     | Martin Damm David Rikl                                   | 6–3, 3–6, 6–2                     |
| Campeões      | 6.  | March 11, 2002      | Scottsdale, US (1)                        | Duro       | Mark Knowles Daniel Nestor                               | 7–5, 7–6(8–6)                     |
| Campeões      | 7.  | July 15, 2002       | Newport, US (2)                           | Grama      | Jürgen Melzer Alexander Popp                             | 7–5, 6–3                          |
| Campeões      | 8.  | August 5, 2002      | Toronto, Canada (1)                       | Duro       | Mark Knowles Daniel Nestor                               | 4–6, 7–6(7–1), 6–3                |
| Vice-campeões | 5.  | August 19, 2002     | Washington, US                            | Duro       | Wayne Black Kevin Ullyett                                | 7–6(7–4), 4–6, 6–3                |
| Campeões      | 9.  | October 28, 2002    | Basel, Switzerland (1)                    | Carpete    | Mark Knowles Daniel Nestor                               | 7–6(7–1), 7–5                     |
| Vice-campeões | 6.  | February 24, 2003   | Memphis, US                               | Duro (i)   | Mark Knowles Daniel Nestor                               | 6–2, 7–6(7–3)                     |
| Vice-campeões | 7.  | March 17, 2003      | Indian Wells, US                          | Duro       | Wayne Ferreira Yevgeny Kafelnikov                        | 3–6, 7–5, 6–4                     |
| Campeões      | 10. | April 28, 2003      | Barcelona, Spain (1)                      | Saibro     | Chris Haggard Robbie Koenig                              | 6–4, 6–3                          |
| Campeões      | 11. | June 9, 2003        | French Open, Paris, France                | Saibro     | Paul Haarhuis Yevgeny Kafelnikov                         | 7–6(7–3), 6–3                     |
| Campeões      | 12. | June 23, 2003       | Nottingham, UK                            | Grama      | Joshua Eagle Jared Palmer                                | 7–6(7–3), 4–6, 7–6(7–4)           |
| Campeões      | 13. | August 18, 2003     | Cincinnati, US (1)                        | Duro       | Wayne Arthurs Paul Hanley                                | 7–5, 7–6(7–5)                     |
| Vice-campeões | 8.  | September 8, 2003   | US Open, New York City, US                | Duro       | Jonas Björkman Todd Woodbridge                           | 5–7, 6–0, 7–5                     |
| Campeões      | 14. | November 15, 2003   | Tennis Masters Cup, Houston, US (1)       | Duro       | Michaël Llodra Fabrice Santoro                           | 6–7(6–8), 6–3, 3–6, 7–6(7–3), 6–4 |
| Campeões      | 15. | January 12, 2004    | Adelaide, Australia                       | Duro       | Arnaud Clément Michaël Llodra                            | 7–5, 6–3                          |
| Vice-campeões | 9.  | January 19, 2004    | Sydney, Australia                         | Duro       | Jonas Björkman Todd Woodbridge                           | 7–6(7–3), 7–5                     |
| Vice-campeões | 10. | February 2, 2004    | Australian Open, Melbourne, Australia     | Duro       | Michaël Llodra Fabrice Santoro                           | 7–6(7–4), 6–3                     |
| Campeões      | 16. | February 23, 2004   | Memphis, US (2)                           | Duro (i)   | Jeff Coetzee Chris Haggard                               | 6–3, 6–4                          |
| Campeões      | 17. | March 8, 2004       | Acapulco, Mexico (2)                      | Saibro     | Juan Ignacio Chela Nicolás Massú                         | 6–2, 6–4                          |
| Vice-campeões | 11. | May 17, 2004        | Hamburg, Germany                          | Saibro     | Wayne Black Kevin Ullyett                                | 6–1, 6–2                          |
| Campeões      | 18. | June 14, 2004       | Queen's Club, UK (2)                      | Grama      | Mark Knowles Daniel Nestor                               | 6–4, 6–4                          |
| Campeões      | 19. | July 19, 2004       | Los Angeles, US (2)                       | Duro       | Wayne Arthurs Paul Hanley                                | 6–3, 7–6(8–6)                     |
| Vice-campeões | 12. | October 25, 2004    | Madrid, Spain                             | Duro (i)   | Mark Knowles Daniel Nestor                               | 6–3, 6–4                          |
| Campeões      | 20. | November 1, 2004    | Basel, Switzerland (2)                    | Carpete    | Lucas Arnold Ker Mariano Hood                            | 7–6(13–11), 6–2                   |
| Campeões      | 21. | November 21, 2004   | Tennis Masters Cup, Houston, US (2)       | Duro       | Wayne Black Kevin Ullyett                                | 4–6, 7–5, 6–4, 6–2                |
| Vice-campeões | 13. | January 31, 2005    | Australian Open, Melbourne, Australia     | Duro       | Wayne Black Kevin Ullyett                                | 6–4, 6–4                          |
| Vice-campeões | 14. | February 21, 2005   | Memphis, US                               | Duro (i)   | Simon Aspelin Todd Perry                                 | 6–4, 6–4                          |
| Campeões      | 22. | February 28, 2005   | Scottsdale, US (2)                        | Duro       | Wayne Arthurs Paul Hanley                                | 7–5, 6–4                          |
| Vice-campeões | 15. | April 18, 2005      | Monte Carlo, Monaco                       | Saibro     | Leander Paes Nenad Zimonjić                              | W/O                               |
| Vice-campeões | 16. | May 9, 2005         | Rome, Italy                               | Saibro     | Michaël Llodra Fabrice Santoro                           | 7–5, 6–4                          |
| Vice-campeões | 17. | June 6, 2005        | French Open, Paris, France                | Saibro     | Jonas Björkman Max Mirnyi                                | 2–6, 6–1, 6–4                     |
| Campeões      | 23. | June 13, 2005       | Queen's Club, UK (3)                      | Grama      | Jonas Björkman Max Mirnyi                                | 7–6(13–11), 7–6(7–4)              |
| Vice-campeões | 18. | July 4, 2005        | Wimbledon, London, UK                     | Grama      | Stephen Huss Wesley Moodie                               | 7–6(7–4), 6–3, 6–7(2–7), 6–3      |
| Campeões      | 24. | August 8, 2005      | Washington, US (1)                        | Duro       | Wayne Black Kevin Ullyett                                | 6–4, 6–2                          |
| Campeões      | 25. | September 12, 2005  | US Open, New York City, US (1)            | Duro       | Jonas Björkman Max Mirnyi                                | 6–1, 6–4                          |
| Campeões      | 26. | November 7, 2005    | Paris, France (1)                         | Carpete    | Mark Knowles Daniel Nestor                               | 6–4, 6–7(3–7), 6–4                |
| Campeões      | 27. | January 30, 2006    | Australian Open, Melbourne, Australia (1) | Duro       | Martin Damm Leander Paes                                 | 4–6, 6–3, 6–4                     |
| Campeões      | 28. | March 6, 2006       | Las Vegas, US (3)                         | Duro       | Jaroslav Levinský Robert Lindstedt                       | 6–3, 6–2                          |
| Vice-campeões | 19. | March 20, 2006      | Indian Wells, US                          | Duro       | Mark Knowles Daniel Nestor                               | 6–4, 6–4                          |
| Vice-campeões | 20. | April 3, 2006       | Miami, US                                 | Duro       | Jonas Björkman Max Mirnyi                                | 6–4, 6–4                          |
| Vice-campeões | 21. | June 12, 2006       | French Open, Paris, France                | Saibro     | Jonas Björkman Max Mirnyi                                | 6–7(5–7), 6–4, 7–5                |
| Campeões      | 29. | July 10, 2006       | Wimbledon, London, UK                     | Grama      | Fabrice Santoro Nenad Zimonjić                           | 6–3, 4–6, 6–4, 6–2                |
| Campeões      | 30. | July 31, 2006       | Los Angeles, US (3)                       | Duro       | Eric Butorac Jamie Murray                                | 6–2, 6–4                          |
| Campeões      | 31. | August 7, 2006      | Washington, US (2)                        | Duro       | Paul Hanley Kevin Ullyett                                | 6–3, 5–7, [10–3]                  |
| Campeões      | 32. | August 14, 2006     | Toronto, Canada (2)                       | Duro       | Paul Hanley Kevin Ullyett                                | 6–3, 7–5                          |
| Vice-campeões | 22. | August 21, 2006     | Cincinnati, US                            | Duro       | Jonas Björkman Max Mirnyi                                | 7–6(7–5), 6–4                     |
| Campeões      | 33. | October 23, 2006    | Madrid, Spain (1)                         | Duro (i)   | Mark Knowles Daniel Nestor                               | 7–5, 6–4                          |
| Campeões      | 34. | January 29, 2007    | Australian Open, Melbourne, Australia (2) | Duro       | Jonas Björkman Max Mirnyi                                | 7–5, 7–5                          |
| Campeões      | 35. | March 5, 2007       | Las Vegas, US (4)                         | Duro       | Jonathan Erlich Andy Ram                                 | 7–6(8–6), 6–2                     |
| Campeões      | 36. | April 2, 2007       | Miami, US (1)                             | Duro       | Martin Damm Leander Paes                                 | 6–7(7–9), 6–3, [10–7]             |
| Campeões      | 37. | April 16, 2007      | Houston, US (1)                           | Saibro     | Mark Knowles Daniel Nestor                               | 7–6(7–3), 6–4                     |
| Campeões      | 38. | April 23, 2007      | Monte Carlo, Monaco                       | Saibro     | Julien Benneteau RicDuro Gasquet                         | 6–2, 6–1                          |
| Vice-campeões | 23. | May 14, 2007        | Rome, Italy                               | Saibro     | Fabrice Santoro Nenad Zimonjić                           | 4–6, 6–2, [10–7]                  |
| Campeões      | 39. | May 21, 2007        | Hamburg, Germany                          | Saibro     | Paul Hanley Kevin Ullyett                                | 6–3, 6–4                          |
| Vice-campeões | 24. | June 18, 2007       | Queen's Club, UK                          | Grama      | Mark Knowles Daniel Nestor                               | 7–6(7–4), 7–5                     |
| Vice-campeões | 25. | July 8, 2007        | Wimbledon, London, UK                     | Grama      | Arnaud Clément Michaël Llodra                            | 6–7(5–7), 6–3, 6–4, 6–4           |
| Campeões      | 40. | July 22, 2007       | Los Angeles, US (4)                       | Duro       | Scott Lipsky David Martin                                | 7–6(7–5), 6–2                     |
| Campeões      | 41. | August 5, 2007      | Washington, US (3)                        | Duro       | Jonathan Erlich Andy Ram                                 | 7–6(7–5), 3–6, [10–7]             |
| Vice-campeões | 26. | August 19, 2007     | Cincinnati, US                            | Duro       | Jonathan Erlich Andy Ram                                 | 4–6, 6–3, [13–11]                 |
| Campeões      | 42. | October 21, 2007    | Madrid, Spain (2)                         | Duro (i)   | Mariusz Fyrstenberg Marcin Matkowski                     | 6–3, 7–6(7–4)                     |
| Campeões      | 43. | October 28, 2007    | Basel, Switzerland (3)                    | Duro (i)   | James Blake Mark Knowles                                 | 6–1, 6–1                          |
| Campeões      | 44. | November 4, 2007    | Paris, France (2)                         | Carpete    | Daniel Nestor Nenad Zimonjić                             | 6–3, 7–6(7–4)                     |
| Vice-campeões | 27. | January 12, 2008    | Sydney, Australia                         | Duro       | RicDuro Gasquet Jo-Wilfried Tsonga                       | 4–6, 6–4, [11–9]                  |
| Vice-campeões | 28. | February 17, 2008   | Delray Beach, US                          | Duro       | Max Mirnyi Jamie Murray                                  | 6–4, 3–6, [10–6]                  |
| Vice-campeões | 29. | February 24, 2008   | San Jose, US                              | Duro       | Scott Lipsky David Martin                                | 7–6(7–4), 7–5                     |
| Vice-campeões | 30. | March 9, 2008       | Las Vegas, US                             | Duro       | Julien Benneteau Michaël Llodra                          | 6–4, 4–6, [10–8]                  |
| Campeões      | 45. | April 5, 2008       | Miami, US (2)                             | Duro       | Mahesh Bhupathi Mark Knowles                             | 6–2, 6–2                          |
| Campeões      | 46. | May 4, 2008         | Barcelona, Spain (2)                      | Saibro     | Mariusz Fyrstenberg Marcin Matkowski                     | 6–3, 6–2                          |
| Campeões      | 47. | May 11, 2008        | Rome, Italy                               | Saibro     | Daniel Nestor Nenad Zimonjić                             | 3–6, 6–4, [10–8]                  |
| Vice-campeões | 31. | May 18, 2008        | Hamburg, Germany                          | Saibro     | Daniel Nestor Nenad Zimonjić                             | 6–4, 5–7, [10–8]                  |
| Vice-campeões | 32. | July 27, 2008       | Toronto, Canada                           | Duro       | Daniel Nestor Nenad Zimonjić                             | 6–2, 4–6, [10–6]                  |
| Campeões      | 48. | August 3, 2008      | Cincinnati, US (2)                        | Duro       | Jonathan Erlich Andy Ram                                 | 4–6, 7–6(7–2), [10–7]             |
| Campeões      | 49. | September 5, 2008   | US Open, New York City, US (2)            | Duro       | Lukáš Dlouhý Leander Paes                                | 7–6(7–5), 7–6(12–10)              |
| Vice-campeões | 33. | November 16, 2008   | Tennis Masters Cup, Shanghai, China       | Duro (i)   | Daniel Nestor Nenad Zimonjić                             | 7–6(7–3), 6–2                     |
| Campeões      | 50. | January 17, 2009    | Sydney, Australia (1)                     | Duro       | Daniel Nestor Nenad Zimonjić                             | 6–1, 7–6(7–3)                     |
| Campeões      | 51. | January 31, 2009    | Australian Open, Melbourne, Australia (3) | Duro       | Mahesh Bhupathi Mark Knowles                             | 2–6, 7–5, 6–0                     |
| Campeões      | 52. | March 1, 2009       | Delray Beach, US (1)                      | Duro       | Marcelo Melo André Sá                                    | 6–4, 6–4                          |
| Campeões      | 53. | April 11, 2009      | Houston, US (2)                           | Saibro     | Jesse Levine Ryan Sweeting                               | 6–1, 6–2                          |
| Vice-campeões | 34. | April 19, 2009      | Monte Carlo, Monaco                       | Saibro     | Daniel Nestor Nenad Zimonjić                             | 6–4, 6–1                          |
| Vice-campeões | 35. | May 3, 2009         | Rome, Italy                               | Saibro     | Daniel Nestor Nenad Zimonjić                             | 7–6(7–5), 6–3                     |
| Vice-campeões | 36. | July 4, 2009        | Wimbledon, London, UK                     | Grama      | Daniel Nestor Nenad Zimonjić                             | 7–6(9–7), 6–7(3–7), 7–6(7–3), 6–3 |
| Campeões      | 54. | August 2, 2009      | Los Angeles, US (5)                       | Duro       | Benjamin Becker Frank Moser                              | 6–4, 7–6(7–2)                     |
| Vice-campeões | 37. | August 23, 2009     | Cincinnati, US                            | Duro       | Daniel Nestor Nenad Zimonjić                             | 3–6, 7–6(7–2), [15–13]            |
| Campeões      | 55. | October 11, 2009    | Beijing, China                            | Duro       | Mark Knowles Andy Roddick                                | 6–4, 6–2                          |
| Vice-campeões | 38. | November 8, 2009    | Basel, Switzerland                        | Duro (i)   | Daniel Nestor Nenad Zimonjić                             | 6–2, 6–3                          |
| Campeões      | 56. | November 29, 2009   | ATP World Tour Finals, London, UK (3)     | Duro (i)   | Max Mirnyi Andy Ram                                      | 7–6(7–5), 6–3                     |
| Campeões      | 57. | January 30, 2010    | Australian Open, Melbourne, Australia (4) | Duro       | Daniel Nestor Nenad Zimonjić                             | 6–3, 6–7(5–7), 6–3                |
| Campeões      | 58. | February 28, 2010   | Delray Beach, Florida, US (2)             | Duro       | Philipp Marx Igor Zelenay                                | 6–3, 7–6(7–3)                     |
| Campeões      | 59. | April 10, 2010      | Houston, Texas, US (3)                    | Saibro     | Stephen Huss Wesley Moodie                               | 6–3, 7–5                          |
| Campeões      | 60. | May 2, 2010         | Rome, Italy (2)                           | Saibro     | John Isner Sam Querrey                                   | 6–2, 6–3                          |
| Campeões      | 61. | May 16, 2010        | Madrid, Spain (3)                         | Saibro     | Daniel Nestor Nenad Zimonjić                             | 6–3, 6–4                          |
| Campeões      | 62. | August 1, 2010      | Los Angeles, US (6)                       | Duro       | Eric Butorac Jean-Julien Rojer                           | 6–7(6–8), 6–2, [10–7]             |
| Campeões      | 63. | August 15, 2010     | Toronto, Canada (3)                       | Duro       | Julien Benneteau Michaël Llodra                          | 7–5, 6–3                          |
| Campeões      | 64. | August 22, 2010     | Cincinnati, US (3)                        | Duro       | Mahesh Bhupathi Max Mirnyi                               | 6–3, 6–4                          |
| Campeões      | 65. | September 10, 2010  | US Open, New York City, US (3)            | Duro       | Rohan Bopanna Aisam-ul-Haq Qureshi                       | 7–6(7–5), 7–6(7–4)                |
| Campeões      | 66. | October 10, 2010    | Beijing, China (2)                        | Duro       | Mariusz Fyrstenberg Marcin Matkowski                     | 6–1, 7–6(7–5)                     |
| Campeões      | 67. | November 7, 2010    | Basel, Switzerland (4)                    | Duro (i)   | Daniel Nestor Nenad Zimonjić                             | 6–3, 3–6, [10–3]                  |
| Vice-campeões | 39. | January 15, 2011    | Sydney, Australia                         | Duro       | Lukáš Dlouhý Paul Hanley                                 | 6–7(6–8), 6–3, [10–5]             |
| Campeões      | 68. | January 29, 2011    | Australian Open, Melbourne, Australia (5) | Duro       | Mahesh Bhupathi Leander Paes                             | 6–3, 6–4                          |
| Campeões      | 69. | April 9, 2011       | Houston, US (4)                           | Saibro     | John Isner Sam Querrey                                   | 6–7(4–7), 6–2, [10–5]             |
| Campeões      | 70. | April 17, 2011      | Monte Carlo, Monaco (2)                   | Saibro     | Juan Ignacio Chela Bruno Soares                          | 6–3, 6–2                          |
| Vice-campeões | 40. | April 24, 2011      | Barcelona, Spain                          | Saibro     | Santiago González Scott Lipsky                           | 5–7, 6–2, [12–10]                 |
| Campeões      | 71. | May 8, 2011         | Madrid, Spain (4)                         | Saibro     | Michaël Llodra Nenad Zimonjić                            | 6–3, 6–3                          |
| Campeões      | 72. | June 13, 2011       | Queen's Club, UK (4)                      | Grama      | Mahesh Bhupathi Leander Paes                             | 6–7(2–7), 7–6(7–4), [10–6]        |
| Campeões      | 73. | July 2, 2011        | Wimbledon, London, UK (2)                 | Grama      | Robert Lindstedt Horia Tecău                             | 6–3, 6–4, 7–6(7–2)                |
| Vice-campeões | 41. | August 14, 2011     | Montreal, US                              | Duro       | Michaël Llodra Nenad Zimonjić                            | 6–4, 6–7(5–7), [10–5]             |
| Campeões      | 74. | October 30, 2011    | Vienna, Austria                           | Duro (i)   | Max Mirnyi Daniel Nestor                                 | 7–6(12–10), 6–3                   |
| Campeões      | 75. | November 6, 2011    | Valencia, Spain                           | Duro (i)   | Eric Butorac Jean-Julien Rojer                           | 6–4, 7–6(11–9)                    |
| Campeões      | 76. | January 14, 2012    | Sydney, Australia (2)                     | Duro       | Matthew Ebden Jarkko Nieminen                            | 6–1, 6–4                          |
| Vice-campeões | 42. | January 28, 2012    | Australian Open, Melbourne, Australia     | Duro       | Leander Paes Radek Štěpánek                              | 7–6(7–1), 6–2                     |
| Campeões      | 77. | April 22, 2012      | Monte Carlo, Monaco (3)                   | Saibro     | Max Mirnyi Daniel Nestor                                 | 6–2, 6–3                          |
| Campeões      | 78. | May 26, 2012        | Nice, France                              | Saibro     | Oliver Marach Filip Polášek                              | 7–6(7–5), 6–3                     |
| Vice-campeões | 43. | June 9, 2012        | French Open, Paris, France                | Saibro     | Max Mirnyi Daniel Nestor                                 | 6–4, 6–4                          |
| Vice-campeões | 44. | June 17, 2012       | Queen's Club, UK                          | Grama      | Max Mirnyi Daniel Nestor                                 | 6–3, 6–4                          |
| Campeões      | 79. | August 4, 2012      | Summer Olympics, London, UK               | Grama      | Michaël Llodra Jo-Wilfried Tsonga                        | 6–4, 7–6(7–2)                     |
| Campeões      | 80. | August 12, 2012     | Toronto, Canada (4)                       | Duro       | Marcel Granollers Marc López                             | 6–1, 4–6, [12–10]                 |
| Campeões      | 81. | September 7, 2012   | US Open, New York City, US (4)            | Duro       | Leander Paes Radek Štěpánek                              | 6–3, 6–4                          |
| Campeões      | 82. | October 7, 2012     | Beijing, China (3)                        | Duro       | Carlos Berlocq Denis Istomin                             | 6–3, 6–2                          |
| Campeões      | 83. | January 12, 2013    | Sydney, Australia (3)                     | Duro       | Max Mirnyi Horia Tecău                                   | 6–4, 6–4                          |
| Campeões      | 84. | January 26, 2013    | Australian Open, Melbourne, Australia (6) | Duro       | Robin Haase Igor Sijsling                                | 6–3, 6–4                          |
| Campeões      | 85. | February 24, 2013   | Memphis, US (3)                           | Duro (i)   | James Blake Jack Sock                                    | 6–1, 6–2                          |
| Campeões      | 86. | March 16, 2013      | Indian Wells, US                          | Duro       | Treat Conrad Huey Jerzy Janowicz                         | 6–3, 3–6, [10–6]                  |
| Vice-campeões | 45. | April 13, 2013      | Houston, US                               | Saibro     | Jamie Murray John Peers                                  | 6–1, 6–7(3–7), [10–12]            |
| Vice-campeões | 46. | April 21, 2013      | Monte Carlo, Monaco (3)                   | Saibro     | Julien Benneteau Nenad Zimonjić                          | 6–4, 6–7(4–7), [12–14]            |
| Campeões      | 87. | May 12, 2013        | Madrid, Spain (5)                         | Saibro     | Alexander Peya Bruno Soares                              | 6–2, 6–3                          |
| Campeões      | 88. | May 19, 2013        | Rome, Italy (3)                           | Saibro     | Mahesh Bhupathi Rohan Bopanna                            | 6-2, 6–3                          |
| Campeões      | 89. | 08 de Junho de 2013 | Roland Garros, Paris,(2)                  | Saibro     | Michaël Llodra Nicolas Mahut                             | 6–4, 4–6, 7–6(7–4)                |
| Campeões      | 90. | 16 de Junho de 2013 | Queen's Club, UK (5)                      | Grama      | Alexander Peya Bruno Soares                              | 4–6, 7–5, [10–3]                  |
| Campeões      | 91. | 06 de Julho de 2013 | Torneio de Wimbledon (3)                  | Gramama    | Ivan Dodig Marcelo Melo                                  | 3–6, 6–3, 6–4, 6–4                |

Notas:
1- Mike Bryan ganhou 2 títulos de duplas a mais que seu irmão. Ambos foram conquistados em 2002. Um foi em parceria com o indiano Mahesh Bhupathi, em Long Island, e o outro com Mark Knowles, da Bahamas, em Nottingham.
2- Nas duplas mistas, Bob conquistou o US Open de 2006 com Martina Navratilova, e o US Open de 2010 com Huber. Já Mike Bryan conquistou o torneio de Wilbledon de 2012, ao lado de Raymond.